# 10856 Бехштайн
10856 Бехштайн (10856 Bechstein) — астероїд головного поясу, відкритий 4 березня 1995 року.
Тіссеранів параметр щодо Юпітера — 3,005.